# Schizomavella asymetrica
Schizomavella asymetrica is een mosdiertjessoort uit de familie van de Bitectiporidae. De wetenschappelijke naam van de soort is voor het eerst geldig gepubliceerd in 1927 door Calvet.